# Got Live If You Want It!
Ne doit pas être confondu avec l'EP Got Live If You Want It!
Albums de The Rolling Stones
Aftermath
(1966) Between the Buttons
(1967)
Got Live If You Want It! est le premier album live des Rolling Stones, sorti en décembre 1966 aux États-Unis.

## Historique

### Contexte

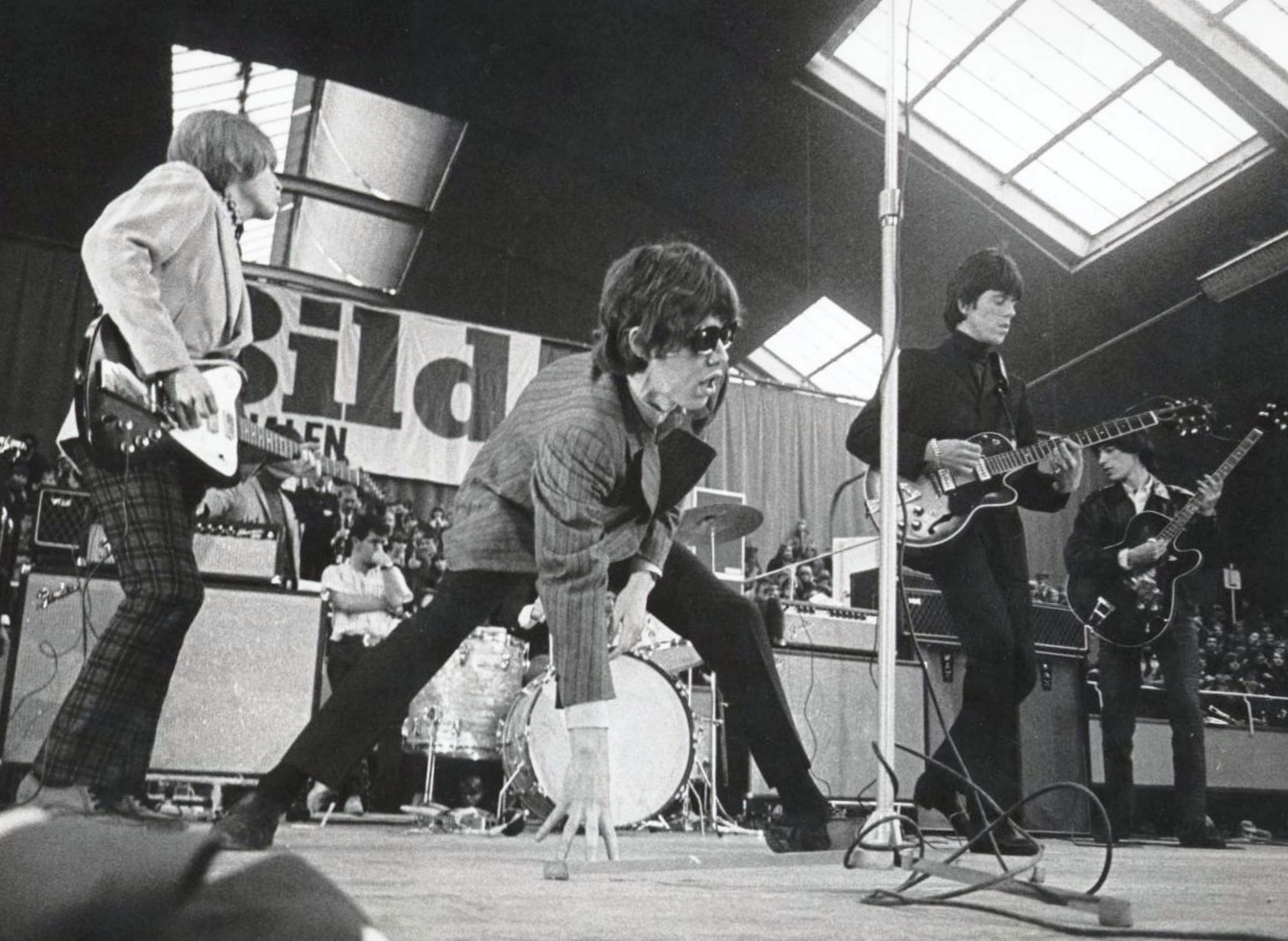
The Rolling Stones en 1966

En 1966, la popularité des Rolling Stones a considérablement augmenté avec le succès de leur album Aftermath et des singles 19th Nervous Breakdown, Paint It, Black et Have You Seen Your Mother, Baby, Standing in the Shadow?. Il faut également ajouter les concerts à haute intensité du groupe lors de la nouvelle tournée nord-américaine en juin et juillet sont très appréciés auprès des jeunes tout en aliénant la police locale, chargée de maîtriser en vain les foules souvent rebelles et physiquement épuisantes. Selon les historiens des Stones Philippe Margotin et Jean-Michel Guesdon, la notoriété du groupe "auprès des autorités et de l'establishment semble avoir été inversement proportionnelle à sa popularité auprès des jeunes". "À peine deux ans et demi après la sortie de leur premier album éponyme, les Rolling Stones étaient passés du statut de nouveaux fabricants de tubes d'Angleterre à celui de mauvais garçons les plus notoires du rock 'n' roll", comme le raconte le journaliste musical Jason Draper.
Le distributeur de disques américain des Stones, London Records, cherche à capitaliser sur la popularité croissante des Stones en commercialisant un nouvel album. Mais le groupe qui était très pris par les tournées vient de commencer à enregistrer l'album suivant Between the Buttons (qui ne sort qu'en début d'année 1967) et London décide de publier un album live pour la fin d'année 1966.

### Enregistrement
Pour cet album, l'idée de départ était d'enregistrer le concert des Stones du 23 septembre 1966 au Royal Albert Hall. Mais devant l'hystérie collective que soulève le groupe qui menace de virer à l'émeute, le producteur Andrew Loog Oldham revoit ses plans. Les chansons Under my Thumb, Get Off of my Cloud, The Last Time et 19th Nervous Breakdown ont été enregistrées au City Hall de Newcastle le 1er octobre 1966, tandis que Lady Jane, Not Fade Away, Have you Seen your Mother, Baby... et Satisfaction proviennent du concert du 7 octobre 1966 au Colston Hall à Bristol. À ces huit chansons s'ajoutent Time Is on my Side et I'm Alright, enregistrées entre le 5 et 7 mars 1965, soit au Regal Theatre de Londres, soit à l'Empire Theatre de Liverpool ou au Palace Theatre de Manchester. Ce dernier est extrait de l'EP homonyme britannique ainsi que la version américaine de l'album Out of our Heads l'année précédente.
Pour les prises live, l'ingénieur du son Glyn Johns a installé rapidement des micros pour restituer au mieux l'énergie du répertoire et l'ambiance, au moins mal car le groupe jouait sans vraiment s'entendre en raison des cris de la foule qui couvrait la musique. En effet, le IBC Mobile Unit utilisé pour les enregistrements n'était pas encore adapté aux concerts rock. Selon le bassiste Bill Wyman, des séances d'overdubs pour les chansons I'm Alright, Lady Jane, Have you Seen your Mother, Baby... et Satisfaction ont lieu aux Studios Olympic vers mi-octobre.
Enfin, les chansons I've Been Loving You Too Long et Fortune Teller n'ont pas été enregistrées en live comme prétendu, mais entièrement en studio, la première le 11 et 12 mai 1965 aux studios RCA à Hollywood et la seconde le 9 juillet 1963 aux Decca Studios. Cependant, la première, censée être enregistrée en public, comporte quatre parties de guitares différentes, dont trois jouées par Keith Richards, ce qui est humainement impossible. Quant à la seconde, bien qu'elle fût censée être publiée en tant que second single (avec en face B Poison Ivy) durant l'été 1963, n'était pas inédite car elle était déjà parue dans la compilation Saturday Club au début de 1964 dans sa version originale sans les applaudissements ajoutées en 1966 par Oldham.

## Caractéristiques artistiques

### Pochette et disque
Les Rolling Stones ont conçu le nom de Got Live If You Want It! en s'inspirant de la chanson I've Got Love If You Want It, enregistrée en 1957 par Slim Harpo, l'un des musiciens de blues préférés du groupe. Le nom a été utilisé pour la première fois pour un EP live homonyme de cinq chansons, sorti le 11 juin 1965 au Royaume-Uni par le label britannique du groupe Decca Records et commercialisé comme capturant "l'excitation en personne pure d'un spectacle sur scène des Stones". Cette pochette est également parue avec le titre "Have you seen you mother live!". Il s'agissait d'une version export UK pour le reste de l'Europe.
La pochette de l'album présente plusieurs photos du groupe en concert, prises par le photographe Gered Mankowitz, qui avait accompagné le groupe lors de deux tournées nord-américaines en 1965 à leur demande. L'album original a été publié avec des notes de pochette indiquant qu'il avait été enregistré au Royal Albert Hall lors de la tournée de l'automne 1966 des Stones au Royaume-Uni avec les Yardbirds et Ike and Tina Turner.

## Parution et réception

Logo de Decca Records, qui a publié une édition limitée en Europe

London Records a sorti Got Live If You Want It! le 3 décembre 1966 aux États-Unis en mono et stéréo. Dans un numéro du 17 décembre, Billboard a prédit que l'album serait une "grosse vente" et "très demandé", soulignant son inclusion de singles à succès récents et une performance "puissante" de Under My Thumb. Il atteint la sixième place du classement Billboard et, le 19 janvier 1967, il est certifié disque d'or par la Recording Industry Association of America (RIAA) pour des ventes d'au moins 1 million de dollars à la valeur de gros. Selon l'historien de la musique Richard Havers, l'album "est resté sur la liste des grosses ventes pendant près d'un an".
Got Live If You Want It! devait sortir uniquement pour le marché nord-américain - Margotin et Guesdon suggèrent que c'est parce que Decca avait déjà sorti un EP du même nom au Royaume-Uni, tandis que Bronson le relie aux conséquences de la débâcle du Royal Albert Hall. Cependant, Decca a toujours pressé des exemplaires de l'album pour les pays européens en dehors du Royaume-Uni, y compris une exportation d'un nombre d'exemplaires limité vendus en Allemagne et en Scandinavie. Selon Margotin et Guesdon, "en raison du volume modeste des ventes", l'album est devenu l'un des disques les plus convoités des Stones pour les collectionneurs. Le groupe, cependant, a désapprouvé la sortie de Got Live If You Want It! et l'a depuis désavoué publiquement, se référant à Get Yer Ya-Ya's Out! The Rolling Stones in Concert (1970) à la place comme leur véritable premier album live.
En 1986, ABKCO Records a remasterisé le catalogue des Stones sur CD sous la supervision d'Allen Klein, le fondateur du label et ancien manager des Stones. La réédition de Got Live If You Want It! a d'abord été retardée lorsque Klein a eu du mal à localiser les bandes multipistes originales. En août 2002, l'album est réédité par ABKCO, cette fois sous la forme d'un nouveau CD remasterisé et d'un digipak SACD. Sur cette édition, Under My Thumb apparaît avec une introduction et une prise différente de celle présente dans la version originale.

## Fiche technique

### Liste des chansons
| 1. | Under My Thumb                | Jagger/Richards           | 1er octobre 1966 au City Hall de Newcastle    | 2:54 |
| 2. | Get Off of My Cloud           | Jagger/Richards           | 1er octobre 1966 au City Hall de Newcastle    | 2:54 |
| 3. | Lady Jane                     | Jagger/Richards           | 7 octobre 1966 au Colston Hall à Bristol      | 3:08 |
| 4. | Not Fade Away                 | Buddy Holly/Norman Petty  | 7 octobre 1966 au Colston Hall à Bristol      | 2:04 |
| 5. | I've Been Loving You Too Long | Otis Redding/Jerry Butler | 11 et 12 mai 1965 au studio RCA à Los Angeles | 2:55 |
| 6. | Fortune Teller                | Naomi Neville             | 9 juillet 1963 au studio Decca à Londres      | 1:57 |

| 7.  | The Last Time                                            | Jagger/Richards | 1er octobre 1966 au City Hall de Newcastle | 3:08 |
| 8.  | 19th Nervous Breakdown                                   | Jagger/Richards | 1er octobre 1966 au City Hall de Newcastle | 3:31 |
| 9.  | Time Is on My Side                                       | Norman Meade    | Du 5 au 7 mars 1965                        | 2:49 |
| 10. | I'm Alright                                              | Ellas McDaniel  | Du 5 au 7 mars 1965                        | 2:27 |
| 11. | Have You Seen Your Mother, Baby, Standing in the Shadow? | Jagger/Richards | 7 octobre 1966 au Colston Hall à Bristol   | 2:19 |
| 12. | (I Can't Get No) Satisfaction                            | Jagger/Richards | 7 octobre 1966 au Colston Hall à Bristol   | 3:05 |

### Interprètes
- Mick Jagger - chant, percussions
- Brian Jones - guitare, chœurs, harmonica, dulcimer
- Keith Richards - guitare, chœurs
- Bill Wyman - basse
- Charlie Watts - batterie
- Ian Stewart - piano